# Edward Turnour (6e comte Winterton)
Pour les articles homonymes, voir Edward Turnour (homonymie).
Edward Turnour, 6e comte Winterton, né le 4 avril 1883 à Londres et mort le 26 août 1962, est un homme politique britannique. Durant sa longue carrière parlementaire de quarante-sept ans, il est benjamin de la Chambre des Communes puis doyen de la Chambre.

## Biographie

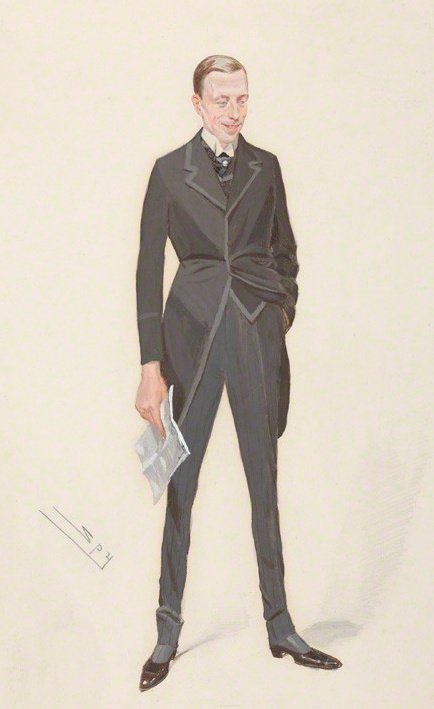
Caricature datant de 1908.

Il est l'unique enfant d'Edward Turnour, comte de la pairie d'Irlande. Il est un descendant direct d'Edward Turnour, juge et homme politique anglais influent du XVIIe siècle. Il fait ses études à Eton College, et entre rapidement en politique : Sous l'étiquette du Parti conservateur, il est élu en 1904 député de Horsham (circonscription dans le Sussex) à la Chambre des communes. Âgé de vingt-et-un ans, il est alors le plus jeune député à la Chambre. En 1907, à la mort de son père, il hérite du titre de comte Winterton. Cela ne l'empêche toutefois pas de conserver son siège à la Chambre des communes, car le titre relève de la pairie d'Irlande et non de la pairie du Royaume-Uni (ce qui l'aurait contraint de siéger à la Chambre des lords). Durant la Première Guerre mondiale, il prend part à la bataille de Gallipoli en 1915 puis prend part à la révolte arabe de 1916-1918, soulèvement soutenu par le Royaume-Uni contre l'Empire ottoman,.
En 1922 il est nommé sous-secrétaire d'État à l'Inde, poste qu'il conserve jusqu'en 1929, avec une interruption en 1924 lorsque les travaillistes sont brièvement au pouvoir sous Ramsay MacDonald. En 1924 il est fait membre du Conseil privé. En 1937, le Premier ministre Neville Chamberlain le nomme chancelier du duché de Lancastre, qui est une fonction de ministre sans portefeuille. Jugé peu efficace, il est transféré brièvement en 1939 au poste de Trésorier-payeur général, avant de devoir quitter le gouvernement. Il poursuit une carrière de député d'arrière-ban, devenant en 1945 doyen de la Chambre des communes, où il siège alors depuis plus longtemps (sans interruption) que tout autre député en exercice. Il ne se représente pas aux élections de 1951, quittant donc la Chambre des communes, mais en 1952 il est fait baron Turnour de Shillinglee, titre créé pour lui dans la pairie du Royaume-Uni. Il siège à la Chambre des lords jusqu'à sa mort, sans descendance, en 1962,.
En septembre 1910, la mère d'Ivy Gordon-Lennox a pris des mesures pour démentir une rumeur selon laquelle sa fille est fiancée à Winterton, allant jusqu'à placer un avis dans le New York Times pour dire qu'il n'y a pas de fiançailles. Winterton épouse Cecilia Monica Wilson, fille de Charles Wilson, 2e baron de Nunburnholme, en 1924. Le couple n'a pas d'enfant et Winterton est mort en août 1962, à l'âge de 79 ans. La baronnie de Turnour s'éteint. Son parent, Ronald Chard Turnour, 7e comte de Winterton, lui succède dans ses titres irlandais.